# Кфар-Даниэль
Кфар-Даниэль (ивр. כפר דניאל‎) — мошав, расположенный в центральной части Израиля, в 4 километрах юго-восточнее города Лод. Административно относится к региональному совету Хевель Модиин.

## История
Мошав был основан 9 октября 1949 года еврейскими ветеранами Второй мировой войны из англоязычных стран.
Мошава изначально назывался Иргун Бейт Хевер в честь организации, членами которой были основатели мошава, но позже он был переименован в честь Даниэля Фриша, президента Сионистской организации Америки, погибшего в год основания мошава.

## Население
По данным Центрального статистического бюро Израиля, население на начало 2020 года составляло 708 человек.